# Eocarcinosoma
El Eocarcinosoma es un género de euriptéridos, un grupo extinto de artrópodos acuáticos. La especie tipo y única de Eocarcinosoma, E. batrachophthalmus, se conoce de yacimientos del Ordovícico tardío de Estados Unidos. El nombre genérico deriva del género relacionado Carcinosoma, y del griego eós (ἠώς) que significa 'amanecer', en referencia a la edad más temprana del género en comparación con otros euriptéridos carcinosomátidos.
El Eocarcinosoma sólo se conoce a partir de un único espécimen, un pequeño prosoma (cabeza) bien conservado. En vida habría sido un euriptérido muy pequeño, ya que la cabeza mide sólo 2,05 centímetros de longitud. Los principales rasgos distintivos con respecto a otros carcinosomátidos eran que los ojos estaban situados en los márgenes del caparazón (placa craneal) y que la cabeza tenía una forma más triangular que en sus parientes posteriores. Aunque en un principio se creyó que se trataba de un adulto, dado el tamaño relativamente pequeño de los ojos, algunos investigadores creen que Eocarcinosoma representa un ejemplar juvenil del euriptérido Megalograptus.

## Descripción
El Eocarcinosoma era un pequeño euriptérido carcinosomátido. Aunque se han publicado estimaciones del tamaño de E. batrachophthalmus de hasta 3 centímetros de longitud, éstas son imposibles dado que el caparazón (placa cefálica) del espécimen tipo mide 2,05 centímetros de longitud y 2,42 centímetros de anchura en su parte más ancha.
El caparazón de Eocarcinosoma tenía forma triangular y era ligeramente más ancho que largo. La forma triangular, combinada con una curvatura hacia abajo de los márgenes frontales del caparazón, podrían haber sido adaptaciones para excavar. Los ojos compuestos de Eocarcinosoma, que medían 3,7 milímetros (0,15 pulgadas) de largo y 1,5 milímetros (0,06 pulgadas) de ancho, eran prominentes y aproximadamente reniformes (con forma de judías o riñones), y estaban situados en el margen del caparazón. Ligeramente por detrás de los ojos y situados en el centro del caparazón se encontraban los ocelos (ojos simples sensibles a la luz), que se alzaban sobre un montículo ocelar pequeño y redondeado.
El Eocarcinosoma puede distinguirse de otros carcinosomátidos, como Carcinosoma y Eusarcana, por sus ojos compuestos, situados marginalmente y con forma de riñón, y por la forma de su cabeza, más triangular que la de sus parientes. A diferencia de otros carcinosomátidos posteriores, el caparazón de Eocarcinosoma también carecía aparentemente de escamas ormanentes.

## Antecedentes de la investigación
El Eocarcinosoma batrachophthalmus fue descrito en 1964 por Kenneth E. Caster y Erik N. Kjellesvig-Waering, basándose en un prosoma (cabeza) bien conservado de depósitos de edad Ashgilliana (Ordovícico tardío) junto a la carretera del río Ohio (Ruta 52 de EE. UU.), aproximadamente a 14,5 kilómetros (9 millas) al norte de Manchester, Ohio. La ubicación del fósil coincide con la localidad tipo del euriptérido Megalograptus ohioensis. Caster y Kjellesvig-Waering se refirieron al espécimen como Carcinosomatidae sin dar explicaciones, y lo denominaron género y especie distintos debido a las características que lo separan de otros carcinosomátidos. El nombre Eocarcinosoma deriva de la palabra griega eós (ἠώς) que significa 'amanecer', y del género relacionado Carcinosoma. El espécimen tipo, consistente en una parte y una contraparte (las dos mitades coincidentes de un fósil de compresión) y al que se dio la designación 24147 A y B, fue depositado en el Museo Geológico de la Universidad de Cincinnati.
Caster y Kjellesvig-Waering también sugirieron que otras tres especies de euriptéridos carcinosomátidos del Ordovícico del estado de Nueva York, previamente referidas al género Eusarcus (sinónimo de Eusarcana) - E. breviceps, E. ruedemanni y E. triangulatus - podrían referirse a Eocarcinosoma. Estas especies, señaladas por Caster y Kjellesvig-Waering como basadas en material fósil mal conservado, fueron consideradas como basadas en pseudofósiles, y por tanto inválidas, por Victor P. Tollerton en 2003, una valoración mantenida por investigadores posteriores. La única especie de Eocarcinosoma considerada válida actualmente es la especie tipo, E. batrachophthalmus.
Aunque Kjellesvig-Waering señaló en 1964 que los ojos pequeños del espécimen tipo indican que se trataba de un adulto, la posibilidad de que el espécimen representara un Megalograptus juvenil fue señalada en 2004 por Simon J. Braddy, Victor P. Tollerton, Patrick R. Racheboeuf y Roger Schallreuter. Aunque el género fue aceptado provisionalmente como fiable, los autores escribieron que el espécimen requería un nuevo estudio. La posibilidad de que pudiera ser un Megalograptus juvenil fue mencionada de nuevo por James C. Lamsdell y Braddy en un estudio de 2009.

## Clasificación
El Rhinocarcinosoma se clasifica como parte de la familia Carcinosomatidae, una familia dentro de la superfamilia Carcinosomatoidea, junto con los géneros Carcinosoma, Rhinocarcinosoma, Eusarcana y posiblemente Holmipterus. El Eocarcinosoma suele excluirse de los análisis filogenéticos debido a que sólo se basa en un pequeño caparazón. El cladograma que se muestra a continuación sigue un cladograma de 1983 de Roy E. Plotnick, simplificado para mostrar sólo los Carcinosomatoidea.
|  | Carcinosoma     |
|  |                 |
|  | Paracarcinosoma |
|  |                 |

|  | Megalograptus                                                     |
|  |                                                                   |
|  | \| \| Holmipterus \| \| \| \| \| \| Salteropterus[13] \| \| \| \| |
|  |                                                                   |
|  | Holmipterus                                                       |
|  |                                                                   |
|  | Salteropterus                                                     |
|  |                                                                   |

|  | Holmipterus   |
|  |               |
|  | Salteropterus |
|  |               |

|  | Megalograptus                                                     |
|  |                                                                   |
|  | \| \| Holmipterus \| \| \| \| \| \| Salteropterus[13] \| \| \| \| |
|  |                                                                   |
|  | Holmipterus                                                       |
|  |                                                                   |
|  | Salteropterus                                                     |
|  |                                                                   |

|  | Holmipterus   |
|  |               |
|  | Salteropterus |
|  |               |

|  | Megalograptus                                                     |
|  |                                                                   |
|  | \| \| Holmipterus \| \| \| \| \| \| Salteropterus[13] \| \| \| \| |
|  |                                                                   |
|  | Holmipterus                                                       |
|  |                                                                   |
|  | Salteropterus                                                     |
|  |                                                                   |

|  | Holmipterus   |
|  |               |
|  | Salteropterus |
|  |               |

|  | Megalograptus                                                     |
|  |                                                                   |
|  | \| \| Holmipterus \| \| \| \| \| \| Salteropterus[13] \| \| \| \| |
|  |                                                                   |
|  | Holmipterus                                                       |
|  |                                                                   |
|  | Salteropterus                                                     |
|  |                                                                   |

|  | Holmipterus   |
|  |               |
|  | Salteropterus |
|  |               |

|  | Megalograptus                                                     |
|  |                                                                   |
|  | \| \| Holmipterus \| \| \| \| \| \| Salteropterus[13] \| \| \| \| |
|  |                                                                   |
|  | Holmipterus                                                       |
|  |                                                                   |
|  | Salteropterus                                                     |
|  |                                                                   |

|  | Holmipterus   |
|  |               |
|  | Salteropterus |
|  |               |

|  | Megalograptus                                                     |
|  |                                                                   |
|  | \| \| Holmipterus \| \| \| \| \| \| Salteropterus[13] \| \| \| \| |
|  |                                                                   |
|  | Holmipterus                                                       |
|  |                                                                   |
|  | Salteropterus                                                     |
|  |                                                                   |

|  | Holmipterus   |
|  |               |
|  | Salteropterus |
|  |               |

|  | Megalograptus                                                     |
|  |                                                                   |
|  | \| \| Holmipterus \| \| \| \| \| \| Salteropterus[13] \| \| \| \| |
|  |                                                                   |
|  | Holmipterus                                                       |
|  |                                                                   |
|  | Salteropterus                                                     |
|  |                                                                   |

|  | Holmipterus   |
|  |               |
|  | Salteropterus |
|  |               |

|  | Megalograptus                                                     |
|  |                                                                   |
|  | \| \| Holmipterus \| \| \| \| \| \| Salteropterus[13] \| \| \| \| |
|  |                                                                   |
|  | Holmipterus                                                       |
|  |                                                                   |
|  | Salteropterus                                                     |
|  |                                                                   |

|  | Holmipterus   |
|  |               |
|  | Salteropterus |
|  |               |

|  | Carcinosoma     |
|  |                 |
|  | Paracarcinosoma |
|  |                 |

|  | Megalograptus                                                     |
|  |                                                                   |
|  | \| \| Holmipterus \| \| \| \| \| \| Salteropterus[13] \| \| \| \| |
|  |                                                                   |
|  | Holmipterus                                                       |
|  |                                                                   |
|  | Salteropterus                                                     |
|  |                                                                   |

|  | Holmipterus   |
|  |               |
|  | Salteropterus |
|  |               |

|  | Megalograptus                                                     |
|  |                                                                   |
|  | \| \| Holmipterus \| \| \| \| \| \| Salteropterus[13] \| \| \| \| |
|  |                                                                   |
|  | Holmipterus                                                       |
|  |                                                                   |
|  | Salteropterus                                                     |
|  |                                                                   |

|  | Holmipterus   |
|  |               |
|  | Salteropterus |
|  |               |

|  | Megalograptus                                                     |
|  |                                                                   |
|  | \| \| Holmipterus \| \| \| \| \| \| Salteropterus[13] \| \| \| \| |
|  |                                                                   |
|  | Holmipterus                                                       |
|  |                                                                   |
|  | Salteropterus                                                     |
|  |                                                                   |

|  | Holmipterus   |
|  |               |
|  | Salteropterus |
|  |               |

|  | Megalograptus                                                     |
|  |                                                                   |
|  | \| \| Holmipterus \| \| \| \| \| \| Salteropterus[13] \| \| \| \| |
|  |                                                                   |
|  | Holmipterus                                                       |
|  |                                                                   |
|  | Salteropterus                                                     |
|  |                                                                   |

|  | Holmipterus   |
|  |               |
|  | Salteropterus |
|  |               |

|  | Megalograptus                                                     |
|  |                                                                   |
|  | \| \| Holmipterus \| \| \| \| \| \| Salteropterus[13] \| \| \| \| |
|  |                                                                   |
|  | Holmipterus                                                       |
|  |                                                                   |
|  | Salteropterus                                                     |
|  |                                                                   |

|  | Holmipterus   |
|  |               |
|  | Salteropterus |
|  |               |

|  | Megalograptus                                                     |
|  |                                                                   |
|  | \| \| Holmipterus \| \| \| \| \| \| Salteropterus[13] \| \| \| \| |
|  |                                                                   |
|  | Holmipterus                                                       |
|  |                                                                   |
|  | Salteropterus                                                     |
|  |                                                                   |

|  | Holmipterus   |
|  |               |
|  | Salteropterus |
|  |               |

|  | Megalograptus                                                     |
|  |                                                                   |
|  | \| \| Holmipterus \| \| \| \| \| \| Salteropterus[13] \| \| \| \| |
|  |                                                                   |
|  | Holmipterus                                                       |
|  |                                                                   |
|  | Salteropterus                                                     |
|  |                                                                   |

|  | Holmipterus   |
|  |               |
|  | Salteropterus |
|  |               |

|  | Megalograptus                                                     |
|  |                                                                   |
|  | \| \| Holmipterus \| \| \| \| \| \| Salteropterus[13] \| \| \| \| |
|  |                                                                   |
|  | Holmipterus                                                       |
|  |                                                                   |
|  | Salteropterus                                                     |
|  |                                                                   |

|  | Holmipterus   |
|  |               |
|  | Salteropterus |
|  |               |

|  | Carcinosoma     |
|  |                 |
|  | Paracarcinosoma |
|  |                 |

|  | Megalograptus                                                     |
|  |                                                                   |
|  | \| \| Holmipterus \| \| \| \| \| \| Salteropterus[13] \| \| \| \| |
|  |                                                                   |
|  | Holmipterus                                                       |
|  |                                                                   |
|  | Salteropterus                                                     |
|  |                                                                   |

|  | Holmipterus   |
|  |               |
|  | Salteropterus |
|  |               |

|  | Megalograptus                                                     |
|  |                                                                   |
|  | \| \| Holmipterus \| \| \| \| \| \| Salteropterus[13] \| \| \| \| |
|  |                                                                   |
|  | Holmipterus                                                       |
|  |                                                                   |
|  | Salteropterus                                                     |
|  |                                                                   |

|  | Holmipterus   |
|  |               |
|  | Salteropterus |
|  |               |

|  | Megalograptus                                                     |
|  |                                                                   |
|  | \| \| Holmipterus \| \| \| \| \| \| Salteropterus[13] \| \| \| \| |
|  |                                                                   |
|  | Holmipterus                                                       |
|  |                                                                   |
|  | Salteropterus                                                     |
|  |                                                                   |

|  | Holmipterus   |
|  |               |
|  | Salteropterus |
|  |               |

|  | Megalograptus                                                     |
|  |                                                                   |
|  | \| \| Holmipterus \| \| \| \| \| \| Salteropterus[13] \| \| \| \| |
|  |                                                                   |
|  | Holmipterus                                                       |
|  |                                                                   |
|  | Salteropterus                                                     |
|  |                                                                   |

|  | Holmipterus   |
|  |               |
|  | Salteropterus |
|  |               |

|  | Megalograptus                                                     |
|  |                                                                   |
|  | \| \| Holmipterus \| \| \| \| \| \| Salteropterus[13] \| \| \| \| |
|  |                                                                   |
|  | Holmipterus                                                       |
|  |                                                                   |
|  | Salteropterus                                                     |
|  |                                                                   |

|  | Holmipterus   |
|  |               |
|  | Salteropterus |
|  |               |

|  | Megalograptus                                                     |
|  |                                                                   |
|  | \| \| Holmipterus \| \| \| \| \| \| Salteropterus[13] \| \| \| \| |
|  |                                                                   |
|  | Holmipterus                                                       |
|  |                                                                   |
|  | Salteropterus                                                     |
|  |                                                                   |

|  | Holmipterus   |
|  |               |
|  | Salteropterus |
|  |               |

|  | Megalograptus                                                     |
|  |                                                                   |
|  | \| \| Holmipterus \| \| \| \| \| \| Salteropterus[13] \| \| \| \| |
|  |                                                                   |
|  | Holmipterus                                                       |
|  |                                                                   |
|  | Salteropterus                                                     |
|  |                                                                   |

|  | Holmipterus   |
|  |               |
|  | Salteropterus |
|  |               |

|  | Megalograptus                                                     |
|  |                                                                   |
|  | \| \| Holmipterus \| \| \| \| \| \| Salteropterus[13] \| \| \| \| |
|  |                                                                   |
|  | Holmipterus                                                       |
|  |                                                                   |
|  | Salteropterus                                                     |
|  |                                                                   |

|  | Holmipterus   |
|  |               |
|  | Salteropterus |
|  |               |

|  | Carcinosoma     |
|  |                 |
|  | Paracarcinosoma |
|  |                 |

|  | Megalograptus                                                     |
|  |                                                                   |
|  | \| \| Holmipterus \| \| \| \| \| \| Salteropterus[13] \| \| \| \| |
|  |                                                                   |
|  | Holmipterus                                                       |
|  |                                                                   |
|  | Salteropterus                                                     |
|  |                                                                   |

|  | Holmipterus   |
|  |               |
|  | Salteropterus |
|  |               |

|  | Megalograptus                                                     |
|  |                                                                   |
|  | \| \| Holmipterus \| \| \| \| \| \| Salteropterus[13] \| \| \| \| |
|  |                                                                   |
|  | Holmipterus                                                       |
|  |                                                                   |
|  | Salteropterus                                                     |
|  |                                                                   |

|  | Holmipterus   |
|  |               |
|  | Salteropterus |
|  |               |

|  | Megalograptus                                                     |
|  |                                                                   |
|  | \| \| Holmipterus \| \| \| \| \| \| Salteropterus[13] \| \| \| \| |
|  |                                                                   |
|  | Holmipterus                                                       |
|  |                                                                   |
|  | Salteropterus                                                     |
|  |                                                                   |

|  | Holmipterus   |
|  |               |
|  | Salteropterus |
|  |               |

|  | Megalograptus                                                     |
|  |                                                                   |
|  | \| \| Holmipterus \| \| \| \| \| \| Salteropterus[13] \| \| \| \| |
|  |                                                                   |
|  | Holmipterus                                                       |
|  |                                                                   |
|  | Salteropterus                                                     |
|  |                                                                   |

|  | Holmipterus   |
|  |               |
|  | Salteropterus |
|  |               |

|  | Megalograptus                                                     |
|  |                                                                   |
|  | \| \| Holmipterus \| \| \| \| \| \| Salteropterus[13] \| \| \| \| |
|  |                                                                   |
|  | Holmipterus                                                       |
|  |                                                                   |
|  | Salteropterus                                                     |
|  |                                                                   |

|  | Holmipterus   |
|  |               |
|  | Salteropterus |
|  |               |

|  | Megalograptus                                                     |
|  |                                                                   |
|  | \| \| Holmipterus \| \| \| \| \| \| Salteropterus[13] \| \| \| \| |
|  |                                                                   |
|  | Holmipterus                                                       |
|  |                                                                   |
|  | Salteropterus                                                     |
|  |                                                                   |

|  | Holmipterus   |
|  |               |
|  | Salteropterus |
|  |               |

|  | Megalograptus                                                     |
|  |                                                                   |
|  | \| \| Holmipterus \| \| \| \| \| \| Salteropterus[13] \| \| \| \| |
|  |                                                                   |
|  | Holmipterus                                                       |
|  |                                                                   |
|  | Salteropterus                                                     |
|  |                                                                   |

|  | Holmipterus   |
|  |               |
|  | Salteropterus |
|  |               |

|  | Megalograptus                                                     |
|  |                                                                   |
|  | \| \| Holmipterus \| \| \| \| \| \| Salteropterus[13] \| \| \| \| |
|  |                                                                   |
|  | Holmipterus                                                       |
|  |                                                                   |
|  | Salteropterus                                                     |
|  |                                                                   |

|  | Holmipterus   |
|  |               |
|  | Salteropterus |
|  |               |

## Paleoecología
Los euriptéridos carcinosomátidos como Eocarcinosoma se encontraban entre los euriptéridos más marinos, y los yacimientos fósiles de los que procedía Eocarcinsoma en un momento dado habían sido un entorno marino marginal (con influencia tanto de agua salada como dulce, como una laguna o un delta). El espécimen tipo de Eocarcinosoma se encontró junto a cientos de especímenes, la mayoría fragmentarios, del euriptérido de mayor tamaño Megalograptus ohioensis. También había especies de trilobites y escolecodontos.